# جيمس غريفين (فيلسوف)
جيمس غريفين (بالإنجليزية: James Griffin)‏ هو فيلسوف بريطاني، ولد في 8 يوليو 1933.